# Мисбах (район)
Мисбах (нем. Miesbach) — район в Германии. Центр района — город Мисбах. Район входит в землю Бавария. Подчинён административному округу Верхняя Бавария. Занимает площадь 863,50 км². Население — 95 051 чел. Плотность населения — 110 человек/км².
Официальный код района — 09 1 82.
Район подразделяется на 17 общин.

## Города и общины

Муниципалитеты района Мисбах (Бавария)

Города
1. Мисбах (11 251)
2. Тегернзе (3 970)

Ярмарки
1. Хольцкирхен (15 085)
2. Шлирзе (6 454)

Общины
1. Бад-Висзе (4 473)
2. Байришцелль (1 634)
3. Фишбахау (5 529)
4. Гмунд-ам-Тегернзее (6 017)
5. Хаусхам (8 261)
6. Иршенберг (3 048)
7. Кройт (3 903)
8. Оттерфинг (4 377)
9. Роттах-Эгерн (5 238)
10. Фаллей (2 960)
11. Вакирхен (5 495)
12. Варнгау (3 625)
13. Вейарн (3 305)

## Население
По оценке на 31 декабря 2015 года население района составляет 98 286 человек.
| Дата      | 1840  | 1871  | 1900  | 1925  | 1939  | 1950  | 1961  | 1970  | 1987  | 2011  |
| --------- | ----- | ----- | ----- | ----- | ----- | ----- | ----- | ----- | ----- | ----- |
| Население | 18752 | 22073 | 33799 | 42995 | 48014 | 76626 | 70420 | 73142 | 80840 | 93630 |

| Год       | 1960  | 1970  | 1980  | 1990  | 2000  | 2009  | 2010  | 2011  | 2012  | 2013  | 2014  | 2015  |
| --------- | ----- | ----- | ----- | ----- | ----- | ----- | ----- | ----- | ----- | ----- | ----- | ----- |
| Население | 69709 | 73653 | 80409 | 86250 | 91654 | 95484 | 95641 | 93971 | 94759 | 96049 | 96773 | 98286 |

## Внешние ссылки
- Официальная страница (нем.)